# White & Nerdy
White and Nerdy är en låt av "Weird Al" Yankovic. Låten är en parodi av Chamillionaires och Krayzie Bones låt Ridin'. Det är hans andra singel från albumet Straight Outta Lynwood och hans första låt på Billboard Hot 100-listans tio högsta. Den nådde som bäst nionde plats. I låten nämner han bland annat att han redigerar Wikipedia, man ser Weird Al redigera engelskspråkiga Wikipedias artikel om Atlantic Records skrivandes "YOU SUCK!" med stora bokstäver.